# RK Metalurg Skopje
Rakometen klub Metalurg Skopje (RK Metalurg Skopje, makedonska: РК Металург Скопје) är en nordmakedonsk handbollsklubb från Skopje, bildad 1971. Laget spelar förutom i den inhemska ligan också i SEHA-ligan.

## Meriter
- Nordmakedonska mästare sex gånger: 2006, 2008, 2010, 2011, 2012, 2014

## Spelare i urval
- Pavel Atman (2013–2015)
- Luka Cindrić (2014–2015)
- Dejan Manaskov (2008–2015)
- Filip Mirkulovski (2003–2004, 2005–2015)
- Borko Ristovski (2003–2006, 2007–2010)
- Darko Stanić (2011–2014)
- Renato Vugrinec (2012–2015)